# Wallis i Futuna a Unia Europejska
Wallis i Futuna jest francuską zbiorowością zamorską. Nie jest częścią Unii Europejskiej i tylko w minimalnym stopniu respektuje prawo wspólnotowe. Wspólne relacje dwustronne zostały ustanowione specjalną decyzją Rady 76/568/EWG. W latach 2000- 2007 otrzymała 16,8 mln euro z Europejskiego Funduszu Rozwoju, w latach 2008- 2013 przyznano kwotę w wysokości 16,5 mln euro. 
| Terytorium specjalne | aplikacja prawa wspólnotowego | stosowanie prawa wspólnotowego w lokalnym sądownictwie? | EURATOM? | Obywatelstwo UE? | wybory europejskie? | Strefa Schengen? | strefa VAT UE? | obszar celny UE? | jednolity rynek? | strefa euro? |
| -------------------- | ----------------------------- | ------------------------------------------------------- | -------- | ---------------- | ------------------- | ---------------- | -------------- | ---------------- | ---------------- | ------------ |
| Wallis i Futuna      | minimalne (OCT)               | Tak                                                     | Tak      | Tak              | Tak                 | Nie              | Nie            | Nie              | częściowo        | Nie, XPF     |